# Вішік Марко Йосипович
Ма́рко (Марк) Йо́сипович Вішік (19 жовтня 1921, Львів — 23 червня 2012, Москва) — радянський та російський математик.

## Біографія
Народився 19 жовтня 1921 року у Львові. У восьмирічному віці втратив батька, але, незважаючи на важке матеріальне становище, зумів закінчити класичну польську гімназію імені Яна Кохановського (нині — Львівський художній ліцей), що на вул. Хотинській, 6.
1939 року вступив на фізико-математичний факультет Львівського державного університету імені Івана Франка, де у цей час викладали Стефан Банах, Юліус Шаудер, Станіслав Мазур, Броніслав Кнастер та Едвард Марчевський (Шпільрейн). Через початок німецько-радянської війни відправився у евакуацію, частково пішки, частково транспортом добрався до Краснодару, де влаштувався на роботу. Потім — навчався у педагогічному інституті у Махачкалі. Отримав відмову у призові до Червоної Армії, як мешканець Західної України, які, за угодою Сікорського-Майського, належали Польщі.
У 1942 році переїхав до Тбілісі. З відзнакою закінчив Тбіліський університет (1943).
У 1943—1945 роках навчався в аспірантурі Тбіліського математичного інституту імені А. М. Размадзе АН Грузинської РСР у І. Н. Векуа, у 1945 році перевівся до аспірантури МІАН СРСР. Захистив (1947) кандидатську дисертацію, науковий керівник Л. А. Люстерник. У 1951 році захистив докторську дисертацію. Професор кафедри математики Московського енергетичного інституту (1953—1965).
Професор кафедри диференціальних рівнянь механіко-математичного факультету МДУ (1965—1993), у 1993 році перейшов на кафедру загальних проблем керування.
У 1966—1991 роках працював в Інституті проблем механіки АН СРСР. Головний науковий співробітник Інституту проблем передачі інформації РАН (1993).
Праці у області диференціальних рівнянь та функціонального аналізу.
Підготував 41 кандидата наук, 10 з них захистили докторські дисертації.
Автор 236 наукових статей та 3 монографії.
Дружина — Ася Мойсеївна Вішік.

## Нагороди та премії
- Почесний член Американської академії мистецтв та наук (1990)[4] (англ.).
- Премія імені І. Г. Петровського (1992).
- Почесний доктор Вільного університету Берліна (2001)[5].